# Hydromedusa
Hydromedusa är ett släkte av sköldpaddor. Hydromedusa ingår i familjen ormhalssköldpaddor.
Arter enligt Catalogue of Life och Reptile Database:
- Hydromedusa maximiliani
- Hydromedusa tectifera